# Český svaz cyklistiky
Český svaz cyklistiky (ČSC) je organizace zastřešující profesionální i amatérskou cyklistiku v České republice a je to nejvyšší cyklistická instance v ČR. Jedná se o samostatnou nepolitickou organizaci/spolek založený na principu dobrovolnosti a demokratických zásadách. Svým založením v listopadu 1883 se řadí mezi nejstarší svazy v Českých zemích a zároveň je osmým nejstarším svazem cyklistiky na světě. První závod pořádaný Českým svazem cyklistiky se uskutečnil již 15. srpna 1869.
Mezi hlavní činnosti Českého svazu cyklistiky patří pořádání závodů, zajišťování státní reprezentace, výchova a vzdělávání dětí, mládeže i široké veřejnosti, komunikace a spolupráce s národními i mezinárodními cyklistickými organizacemi a kluby, správa členů a prosazování zájmů cyklistiky ve veřejném prostoru.
ČSC je členem mezinárodní cyklistické unie (UCI) a Evropské cyklistické unie (UEC), členem Českého olympijského výboru (ČOV) a České unie sportu (ČUS) se všemi z toho plynoucími právy a povinnostmi.
Čeští cyklisté získali v průběhu 135 let své existence 8 olympijských medailí, 261 světových drahých kovů (80 zlatých, 77 stříbrných, 104 bronzových), 240 evropských (50 zlatých, 79 stříbrných, 111 bronzových) a řadu dalších trofejí.[zdroj?]
Důstojně se ČSC zapsal i na půdě pořadatelské. V České republice se pořádalo mistrovství světa na silnici, dráze, horských kol, v cyklokrosu, v kolové i krasojízdě a v minulosti se zde jezdil také slavný amatérský Závod míru.

## Historie
Český svaz cyklistiky byl založen jako Česká ústřední jednota velocipedistů v listopadu 1883 a je tak nejstarší národní sportovní organizací v České republice a zároveň osmým nejstarším svazem cyklistiky na světě. Zakladateli byly čtyři kluby: Český klub velocipedistů Smíchov, Klub velocipedistů Praha, Klub velocipedistů západních Čech v Rokycanech a Klub bicyklistů Bučicko-Vrdovských; prvním předsedou byl František Kohout. První závod pořádaný na území České republiky se uskutečnil 15. srpna 1869 v Brně (dva roky po údajně vůbec prvních cyklistických závodech při Světové výstavě v Paříži v roce 1867). Protože čeští cyklisté z národnostních důvodů odmítali založení jednotného rakousko-uherského svazu, nebyli v roce 1900 přijati mezi zakládající členy Mezinárodní cyklistické unie UCI. Právoplatného členství v této organizaci dosáhla až v té době již československá cyklistika dva roky po vzniku samostatného státu v roce 1920, přesně 6. srpna 1920 na kongresu UCI v Antverpách.

## Česká ocenění
- Král cyklistiky
- Síň slávy Českého svazu cyklistiky

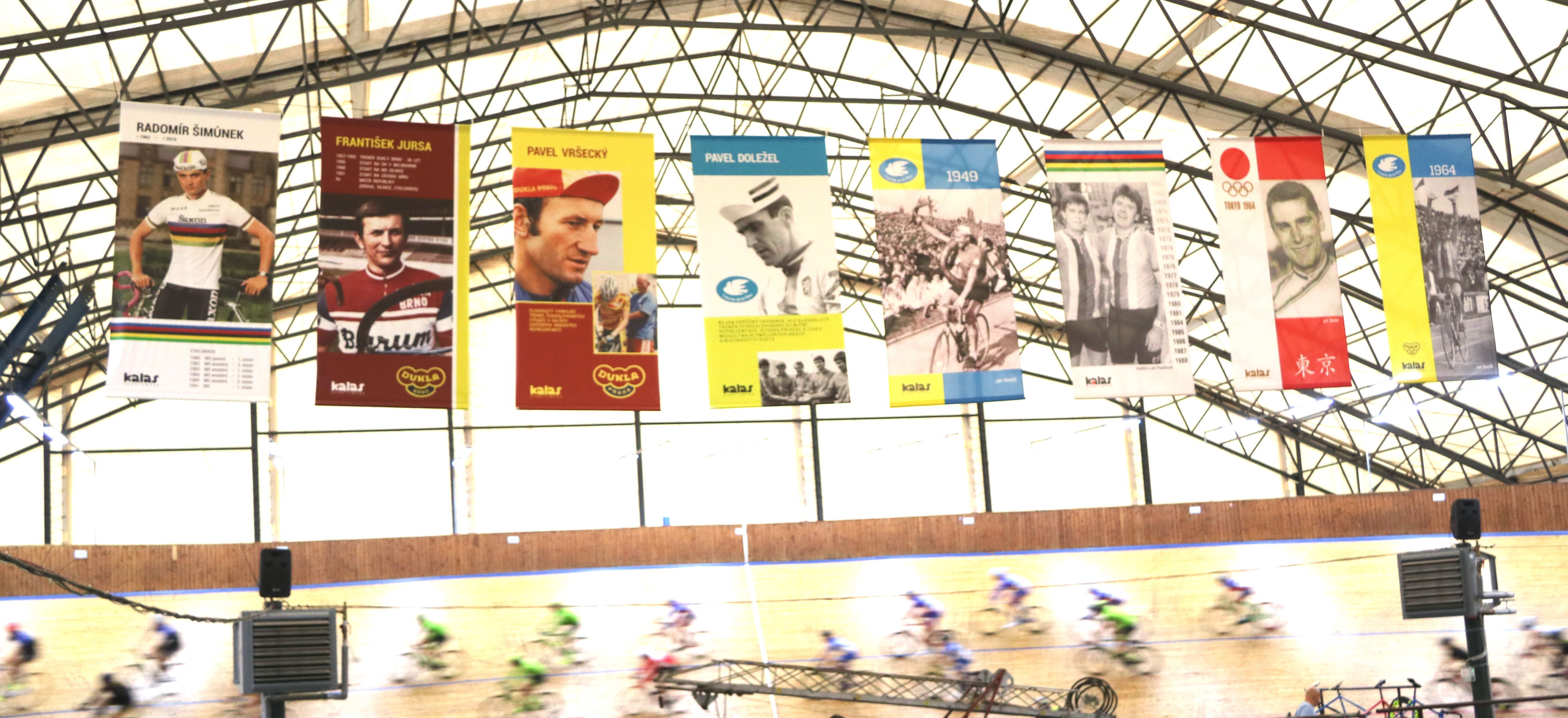
Síň slávy ČSC, první část (uvedení 2014-2016). Portréty vyvěšené na velodromu v Praze-Motole

- Síň slávy ČSC, první část (uvedení 2014-2016). Portréty vyvěšené na velodromu v Praze-Motolečestné uznání